# STS Kruzensztern
STS Kruzensztern (ros. Крузенштерн, transkr. ang. Kruzenshtern), poprzednio Padua – rosyjski żaglowiec, czteromasztowy bark, jeden z największych (obok „Siedowa” i „Royal Clippera”) żaglowców i ostatnich windjammerów.

## Historia i rejsy
Żaglowiec został zbudowany w 1926 w stoczni J. C. Tecklenborg w Wesermünde dla Ferdynanda Laeisza. Pływał pod nazwą „Padua” (Padwa) jako żaglowiec towarowy, przywożąc do Europy saletrę z Chile. 12 stycznia 1946 został przekazany ZSRR jako odszkodowanie po II wojnie światowej. Obecnie pływa jako statek szkolny rybołówstwa.
„Padua” była ostatnim zbudowanym w historii wielkim żaglowcem handlowym. Pod banderą radziecką otrzymała imię Iwana Kruzenszterna, dowódcy pierwszej rosyjskiej wyprawy dookoła świata podjętej w latach 1803–1806 na statkach „Nadieżda” i „Newa”.
Porty macierzyste:
- 1926–1946: Hamburg
- 1946–1981: Ryga
- 1981–1991: Tallinn
- 1991– teraz: Królewiec

## Dalsza literatura
- Janusz Kozak. Śladami swojego patrona. „Morza, Statki i Okręty”. 2/1996, s. 68, lipiec-wrzesień 1996
- Siergiej Bałakin. Windjammery. Część V. „Okręty Wojenne”. 6/2016 (140)